# Roger Peterson
Roger Arthur Peterson (* 24. Mai 1937 in Alta, Iowa; † 3. Februar 1959 bei Mason City, Iowa) war ein US-amerikanischer Pilot. Bekannt wurde er durch den Flugunfall, bei dem die Rock-’n’-Roll-Musiker Buddy Holly, Ritchie Valens und The Big Bopper ums Leben kamen.

## Leben
Peterson war das erste von vier Kindern des Landwirts Arthur Erland (1916–2002) und Pearl Irene Peterson, geb. Kraemer (1917–2006). Er besuchte die Fairview Consolidated School und machte 1954 seinen Abschluss. Vom 14. September 1958 bis zu seinem Tod war Peterson mit seiner ehemaligen Klassenkameradin Deanne Lenz verheiratet.

Im April 1958 erhielt er die Berufspilotenlizenz mit einer Musterberechtigung für einmotorige Landflugzeuge (SEP-Single Engine Piston), zudem war er Fluglehrer. 

## Der Flugunfall am 3. Februar 1959
Am frühen Morgen des 3. Februar 1959 sollte Peterson die drei Musiker Buddy Holly, Ritchie Valens und J. P. „The Big Bopper“ Richardson zu einem Auftritt nach Moorehead in der Nähe von Fargo, North Dakota fliegen. Kurz vor 1 Uhr hob die viersitzige, 1947 gebaute Beechcraft 35 Bonanza N3794N während eines gerade aufziehenden Schneesturms ab und stürzte nur wenige Minuten später, kaum fünf Meilen hinter Clear Lake, in ein Maisfeld. Neben Peterson kamen auch Holly, Valens und Richardson ums Leben. Es wird vermutet, dass Peterson direkt in den Blizzard flog, und aufgrund der mangelnden Flugerfahrung im Instrumentenflug mit diesem Muster die räumliche Orientierung verlor. Beim Aufprall überschlug sich das Flugzeug, und drei der Insassen wurden herausgeschleudert. Nur Peterson blieb eingeklemmt im Wrack zurück. Aufgrund des schlechten Wetters konnte die Unfallstelle erst zehn Stunden später erreicht und die Leichen geborgen werden.

## Erkenntnisse des offiziellen Flugunfallberichts
Die offizielle Flugunfalluntersuchung durch den Civil Aeronautics Board (CAB), (die Vorgängerorganisation der NTSB) ergab, dass Peterson zum Zeitpunkt des Unfalls seit vier Jahren fliegerisch tätig war, davon ein Jahr bei Dwyer Flying Service. Er verfügte über eine Gesamtflugerfahrung von 711 Stunden, davon 128 Stunden auf dem Unfallmuster Beechcraft Bonanza. Er hatte 52 Stunden Instrumentenflugausbildung absolviert, zum Unfallzeitpunkt aber nur den theoretischen Teil der Prüfung bestanden, und war daher weder qualifiziert noch berechtigt, bei Instrumentenflugbedingungen zu fliegen. Darüber hinaus besaß die Firma Dwyer Flying Service nur eine Lizenz zum Flugbetrieb unter Sichtflugbedingungen. Peterson musste angesichts der mehrfach eingeholten Wetterberatungen beim Air Traffic Communications Service (ATCS) davon ausgehen, dass der Flug nach Sichtflugbedingungen durchgeführt werden konnte. ATCS hatte es jedoch unterlassen, ihn über eine Wetterwarnung zu informieren, welche auf der geplanten Flugroute bei Kaltfrontdurchgang ein 160 Kilometer breites Schneefallgebiet avisierte, das sich rapide dem Abflugort näherte, und in dem mit Instrumentenflug- und Vereisungsbedingungen zu rechnen war.

Ein weiterer zum Unfall beitragender Faktor war, dass Peterson keine Instrumentenflugerfahrung auf der verunfallten Bonanza N3794N hatte. Dieses Luftfahrzeug war zwar nach den damaligen Standards gut für den Instrumentenflug ausgestattet. Aber der künstliche Horizont, ein Sperry Gyroscope Company, Inc., F-3 Attitude Gyro, zeigte die Fluglage entgegen der sonst am Markt befindlichen Instrumente, die Peterson von seiner Schulung her gewohnt war, genau umgekehrt an. Anhand des aus dem Wrack geborgenen Fahrtmessers hat man rekonstruiert, dass die Maschine mit 165 bis 170 Knoten (190–196 mph/306–315 km/h) auf den Boden aufgeprallt sein musste. Das Variometer zeigte eine Sinkrate von 3.000 Fuß pro Minute (15 m/s) an, die Nadel des Drehzahlmessers war bei 2.200/min eingefroren.